# Ekrem
Ekrem ist ein türkischer männlicher Vorname arabischer Herkunft mit der Bedeutung „der Großzügige, der Sanftmütige“, der auch in mehreren Ländern auf dem Balkan vorkommt. Ekrem ist der Elativ von Kerim oder Karim.

## Namensträger

### Osmanische Zeit
- Recaizade Mahmud Ekrem (1847–1914), türkischer Schriftsteller und Literaturkritiker

### Vorname
- Ekrem Akurgal (1911–2002), türkischer klassischer Archäologe
- Ekrem Al (* 1955), türkischer Fußballtrainer
- Ekrem Alican (1916–2000), türkischer Politiker
- Ekrem Bora (* 1983; Eko Fresh), deutscher Rapper
- Ekrem Cemilpascha (1891–1974), kurdischer Politiker und Offizier
- Ekrem Ceyhun (1927–2017), türkischer Politiker
- Ekrem Dağ (* 1980), österreichischer Fußballspieler
- Ekrem Dumanlı (* 1964), türkischer Autor und Journalist
- Ekrem Ekşioğlu (* 1978), türkischer Fußballspieler
- Ekrem Engin (* 1990), deutsch-türkischer Fußballspieler
- Ekrem İmamoğlu (* 1970), türkischer Politiker
- Ekrem Jevrić (1961–2016), bosnisch-montenegrinischer Folk-Sänger
- Reşad Ekrem Koçu (1905–1975), türkischer Heimatforscher und Publizist
- Ekrem Sarıçam (* 1986), türkischer Fußballspieler
- Ekrem Solak (* 1992), türkischer Fußballspieler
- Ekrem Tok (1892–1975), türkischer Mediziner und Staatssekretär

#### Albanisch Eqrem
- Eqrem Çabej (1908–1980), albanischer Albanologe
- Eqrem Libohova (1882–1948), albanischer Politiker
- Eqrem Basha (* 1948), albanischer Schriftsteller
- Ekrem Bej Vlora (1885–1964), albanischer Politiker